# Strumigenys biroi
Strumigenys biroi  (лат.) — вид мелких земляных муравьёв из подсемейства мирмицины (Myrmicinae). Остров Новая Гвинея (Папуа, Madang, Aitape), остров Ару (Индонезия).
Мелкие муравьи (около 2 мм) с сердцевидной головой, расширенной кзади. Длина головы HL 0,48—0,52 мм, ширина головы HW 0,37—0,40 мм (мандибулярный индекс MI 28—42). Головной дорзум с отстоящими расширенными волосками у затылочного края. Обладают короткими жвалами с двумя апикальными шиповидными зубцами и одним преапикальным. Основная окраска тела коричневая. Усики 6-члениковые. Проподеум без следов кутикулярных зубцов, вместо этого он покрыт губчатой широкой ламеллой, которая простирается на всю его покатую поверхность.
Отличается от близкого вида Strumigenys pulchra деталями скульптировки тела (гладкими боками проподеума и гладкими метаплевроном и мезоплевроном), а от видов Strumigenys basiliska и Strumigenys undras скульптированным промезонотумом и наличием специализированных волосков.
Стебелёк между грудкой и брюшком состоит из двух члеников: петиолюса и постпетиолюса (последний четко отделен от брюшка), жало развито, куколки голые (без кокона). Предположительно, как и другие виды рода, специализированные охотники на коллембол. Вид был впервые описан в 1897 году итальянским энтомологом Карло Эмери, а его валидный статус подтверждён в ходе родовой ревизии, проведённой в 2000 году английским мирмекологом Барри Болтоном (Лондон, Великобритания).